# Деркул (приток Северского Донца)
Де́ркул (устар. Деркуль) — река в Луганской области Украины, частично по границе с Ростовской областью России, левый приток Северского Донца. Длина реки — 163 км, площадь бассейна — 5180 км². Течёт по волнистой равнине; берега крутые, обрывистые.
Исток на западном отроге Донской гряды в северо-восточной части Луганской области Украины. В нижнем и среднем течении расположен деркульский заказник.

## Бассейн

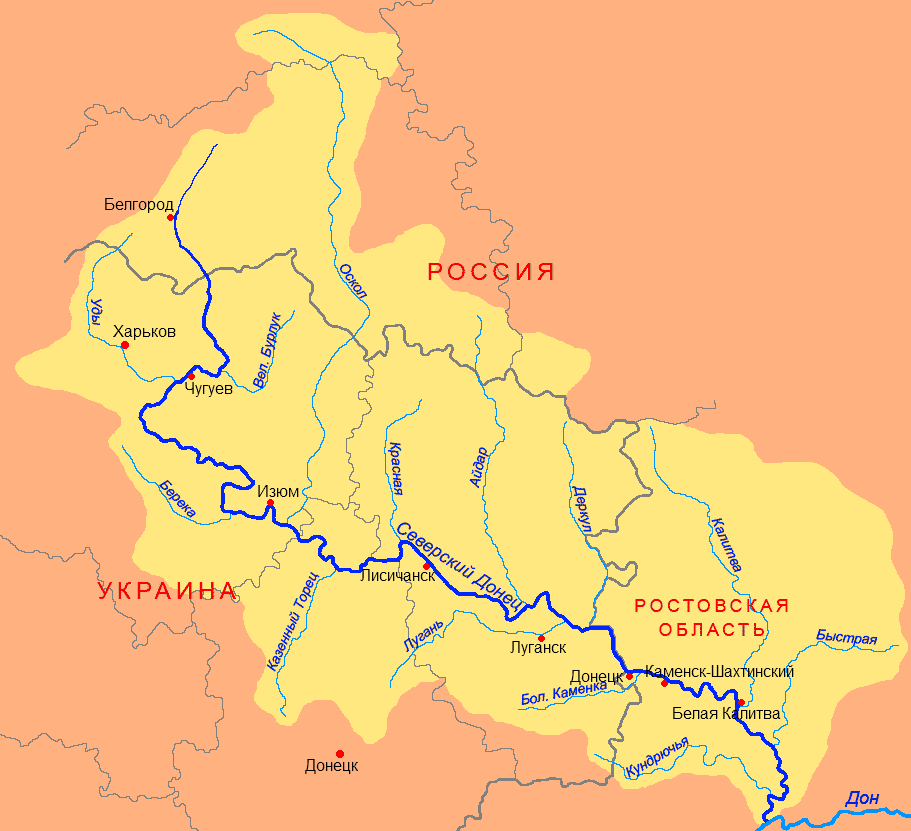
Бассейн Северского Донца

- Деркул
  - Бишконь — (п)
  - Полная — (л)
    - б. Церковная — (л)
    - б. Вишнёвая — (л)
    - б. Редкодуб — (л)
    - б. Каменная — (л)
    - б. Мальчевская — (л)
    - б. Берестовая — (л)
    - р. Журавка — (л)
      - б. Журавка — (л)

    - б. Грузская — (л)
      - б. Осочки — (п)

    - б. Усов Яр — (л)
    - б. Стёпин Яр — (л)
    - б. Калиновская — (п)
    - б. Благовещенка — (л)
    - р. Рогалик — (п)
      - б. Мухина — (л)
      - б. Глубокая — (л)

    - б. Крутая — (л)
    - р. Нагольная — (п)
    - р. Камышная — (п)
      - р. Меловая — (л)
        - р. Черепаха — (л)

      - руч. Берёзовый — (л)

## Населённые пункты
Посёлки городского типа Марковка, Беловодск, сёла Городище, Гарасимовка, Камышное, Югановка, Новодеркул. В среднем и нижнем течении по реке проходит граница Украины с Россией (Ростовская область).

## Российско-украинская государственная граница
В соответствии с Договором «О государственной границе» между Российской Федерацией и Украиной (2003 г.), линия границы на участке около 20 км проходит по середине реки Деркул в нижнем её течении до впадения в реку Северский Донец. Из описания прохождения границы:
- От точки 1147 граница идет по прямой в северо-северо-восточном направлении на протяжении 0,16 км до точки 1148, расположенной на середине реки Деркул в 0,61 км юго-юго-восточнее водонапорной башни.
- От точки 1148 граница идет по середине реки Деркул вниз по течению на протяжении 14,00 км до точки 1149, расположенной на середине этой реки в месте соединения ее со старицей.
- От точки 1149 граница идет в общем западном направлении по старице реки Деркул на протяжении 1,88 км до точки 1150, расположенной на середине реки Деркул в месте соединения ее со старицей.
- От точки 1150 граница идет по середине реки Деркул вниз по течению на протяжении 1,17 км до точки 1151, расположенной на мосту через эту реку.
- От точки 1151 граница идет в общем южном направлении по тальвегу, далее по середине безымянного пересыхающего озера и вновь по тальвегу на протяжении 2,99 км до точки 1152, расположенной на середине реки Деркул в 0,64 км северо-северо-западнее места впадения безымянного ручья в эту реку.
- От точки 1152 граница идет по середине реки Деркул вниз по течению на протяжении 16,50 км до точки 1153, расположенной на середине этой реки в 0,94 км западно-северо-западнее перекрестка лесных дорог.
- От точки 1153 граница идет по прямой в восточном направлении на протяжении 0,15 км до точки 1154, расположенной в 0,76 км западно-северо-западнее перекрестка лесных дорог.
- От точки 1154 граница идет по прямой в юго-восточном направлении на протяжении 0,56 км до точки 1155, расположенной в 0,66 км северо-северо-восточнее развилки лесных дорог.
- От точки 1155 граница идет по прямой в западно-юго-западном направлении на протяжении 0,18 км до точки 1156, расположенной в 0,55 км севернее развилки лесных дорог.
- От точки 1156 граница идет по прямой в западном направлении на протяжении 0,30 км до точки 1157, расположенной на середине реки Деркул в 0,60 км северо-северо-западнее развилки лесных дорог.
- От точки 1157 граница идет по середине реки Деркул вниз по течению на протяжении 12,16 км до точки 1158, расположенной на середине реки Северский Донец в месте впадения в нее реки Деркул.

## Исторические сведения
Река упоминается в Статистическом описании земли Донских Казаков, составленном в 1822—32 годах:

Речки, сообщающие воды Северскому Донцу: с левой стороны: 9) Деркуль, в который впадают Полная и Прогной; первая принимает в себя Рогалик, Нагольную, Камышную и Журавку.
— Глава III. Воды
Из ЭСБЕ:

Деркул, река, приток Северского Донца; 120 вёрст; начало в северо-восточной части Старобельского уезда, Харьковской губернии.